# 贵阳市域环城快铁
贵阳市域环城快铁，是运行于贵州省贵阳市的市域铁路线路。该线路起于贵阳北站，经成贵客运专线北行至白云北站后，经贵阳西南环线向西南经贵安新区，后向东折行至双龙南站，经贵阳西南环线马寨联络线折向沪昆铁路，进入贵阳站，后经渝贵铁路返回贵阳北站，呈双向环状运营。
该线路于2022年3月30日开通运营，全长约113公里，设17座车站，串联贵阳、贵安、花溪大学城等重要片区，贵阳站、贵阳北站等交通枢纽，是贵州省首条市域快速铁路，也是中国大陆最早开通的国铁制式环线市域铁路系统，贵阳率先成为拥有市域环线铁路的省会城市。

## 停靠车站
| 贵阳市域环城快铁 | 贵阳市域环城快铁 | 贵阳市域环城快铁                     | 贵阳市域环城快铁                                                           | 贵阳市域环城快铁                                                 | 贵阳市域环城快铁 |
| 所属铁路         | 站名             | 里程（km）                           | 换乘线路                                                                   | 所在地                                                           |                  |
| ---------------- | ---------------- | ------------------------------------ | -------------------------------------------------------------------------- | ---------------------------------------------------------------- | ---------------- |
| 成贵贵阳北联络线 | 贵阳北站         |                                      | 沪昆高速铁路 贵广客运专线 渝贵铁路 贵开城际铁路 贵阳轨道交通1号线:贵阳北站 | 观山湖区                                                         |                  |
| 成贵贵阳北联络线 | 白云北站         |                                      | 成贵客运专线                                                               | 白云区                                                           |                  |
| 贵阳环线         | 白云北站         |                                      | 成贵客运专线                                                               | 白云区                                                           |                  |
| 白云西站         |                  |                                      |                                                                            | 白云区                                                           |                  |
| 金阳站           |                  | 贵阳轨道交通1号线:老湾塘站           | 观山湖区                                                                   |                                                                  |                  |
| 金阳南站         |                  |                                      | 观山湖区                                                                   |                                                                  |                  |
| 金华镇站         |                  |                                      | 观山湖区                                                                   |                                                                  |                  |
| 花溪西站         |                  |                                      | 花溪区                                                                     |                                                                  |                  |
| 贵安站           |                  | 沪昆高速铁路 贵阳轨道交通S1线:贵安站 | 花溪区                                                                     |                                                                  |                  |
| 芦官站           |                  |                                      | 花溪区                                                                     |                                                                  |                  |
| 湖潮东站         |                  |                                      | 花溪区                                                                     |                                                                  |                  |
| 天河潭站         |                  |                                      | 花溪区                                                                     |                                                                  |                  |
| 党武站           |                  |                                      | 花溪区                                                                     |                                                                  |                  |
| 花溪大学城站     |                  |                                      | 花溪区                                                                     |                                                                  |                  |
| 花溪南站         |                  | 贵阳轨道交通3号线:花溪南站           | 花溪区                                                                     |                                                                  |                  |
| 孟关站           |                  |                                      | 花溪区                                                                     |                                                                  |                  |
| 双龙南站         |                  |                                      | 南明区                                                                     |                                                                  |                  |
| 沪昆线           | 贵阳站           |                                      | 南明区                                                                     | 沪昆铁路 川黔铁路 黔桂铁路 渝贵铁路 贵阳轨道交通1号线:贵阳火车站 |                  |
| 渝贵线           | 贵阳站           |                                      | 南明区                                                                     | 沪昆铁路 川黔铁路 黔桂铁路 渝贵铁路 贵阳轨道交通1号线:贵阳火车站 |                  |
| 贵阳北站         |                  | 见表首                               | 观山湖区                                                                   |                                                                  |                  |

## 线路组成

贵阳铁路网

贵阳市域环城快铁由行经贵阳西南环线、沪昆铁路、渝贵铁路、成贵客运专线四条路线段，全程为国铁双线电气化铁路。其中贵阳西南环线为新建线路。

### 贵阳西南环线
贵阳西南环线是贵阳市域环城快铁西环与南环主要行驶路线，亦是为市域环城快铁专门新建的客运专线，北起龙洞堡片区的小碧线路所，向南经双龙南站后，向西经花溪南、天河潭等站，绕行与沪昆客运专线接轨的贵安站后经花溪西站，然后转向北经金阳片区的金阳南站、金阳站后，终至白云北站。其中西环线金华镇至白云段设计时速200公里，南环线小碧线路所至金华镇段设计时速160公里。环城快铁由白云北站经贵安站至双龙南站均行驶于西南环线，但双龙南站北端即由马寨联络线跨线至沪昆铁路，并未走行西南环线全程至小碧线路所。

### 沪昆铁路
市域环城快铁于双龙南站北端经马寨联络线跨线至沪昆铁路贵阳客车外绕线贵阳站方向，接入贵阳站。

### 渝贵铁路
市域环城快铁于贵阳站接沪昆铁路跨线至渝贵铁路贵阳北站方向，接入贵阳北站。

### 成贵客运专线
市域环城快铁于贵阳北站接渝贵铁路跨线至成贵客运专线成都东站方向，行至白云北站接贵阳西南环线，成环运行。

## 运营
贵阳市域快铁采用公交化运营模式，十七个车站全部开通铁路e卡通扫码乘车业务，无需提前购票。主要承担客运任务，部分站点与轨道交通实现同台换乘。市域列车环绕贵阳、贵安行驶全程一圈约45分钟。贵阳市域快铁环线将提速贵阳至贵安一体化发展，进一步助推贵阳贵安的同城化战略。

## 列车
贵阳市域快铁采用中车长客研发的CRH3A-A型四编组城际动车组运营。
CRH3A-A型动车组是中车长客在“复兴号”CR300BF动车组基础上研发的适用于市域铁路运行的衍生型号。列车采用2动2拖四编组，全长101.4米，定员672人，设计时速200km/h。车辆细节上既充分借鉴了“复兴号”平台特征，也融入了大量贵州地方元素。列车涂装衍生自CR400BF-Z“龙凤呈祥”涂装，又融合了“贵水”意象形成红黄蓝三色的蜿蜒飘带涂装；车内座椅靠枕刺绣有“Cool Guiyang”字样、扬声器开孔形成“贵山”图案、隔断和大件行李架玻璃绘制有甲秀楼剪影。车辆头车每节车厢两对车门、中间车厢三对车门，座椅采用2+2可旋转布局。车内亦有门上LCD动态地图、中央立柱扶手等设施。

## 历史
2013年12月，贵阳枢纽小碧经清镇东至白云北联络线（西南环线）开工建设。
2021年4月27日，西南环线项目全线铺通；7月上旬，启动静态验收；8月19日，进入联调联试阶段，10月10日，进入运行试验阶段。
2022年1月11日，西南环线正式开通，客运暂未开通。
2022年3月30日，西南环线开通客运，贵阳市域环城快铁正式开通运营。